# ペストヴォ
座標: 北緯58度36分 東経35度49分 / 北緯58.600度 東経35.817度

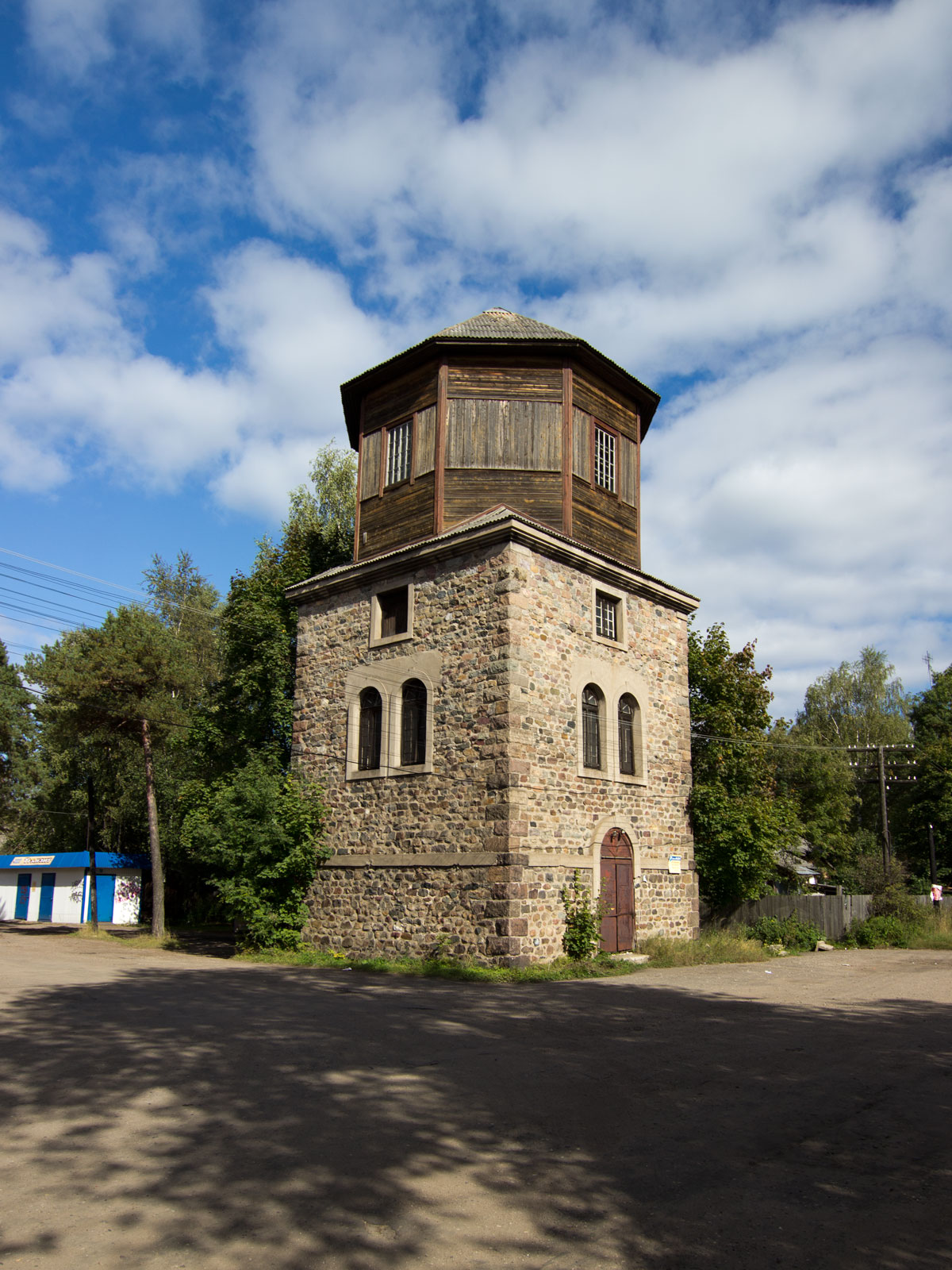
ペストヴォ駅の給水塔

ペストヴォ'（ロシア語: Пестово, Pestovo）は、ロシアのノヴゴロド州東端にある町。人口は1万4032人（2021年）。州都ノヴゴロドから東へ310km。ヴァルダイ丘陵のただなかにあり、ヴォルガ川の左支流モロガ川沿いに立つ。
1918年、モスクワとサンクトペテルブルクを結ぶ鉄道本線の東を迂回するように新たな鉄道が開通した。この鉄道はペテルブルクの南のムガで本線から分かれ、キーリシ、ネボルチ、フヴォイナヤを経てペストヴォを通り、クラスヌイ・ホルム、ソンコヴォ、サヴョロヴォ（現在はキームルィの一部）、ドミトロフを経てモスクワへと至っていた。この地には、近くにあったルスコエ・ペストヴォ（Русское Пестово）の村からとったペストヴォという名の駅が開業した。ルスコエ（ロシアの）とは、スウェーデン領となったカレリアやイングリアから、16世紀末から17世紀初頭にかけて移住してきたカレリア人正教徒の村、カレリスコエ・ペストヴォがあったためである。
駅の開業と製材工場などの建設で町として大きくなった。第二次世界大戦ではいくつも病院が作られ前線から傷病兵や負傷兵が送られた。街にはこの時に葬られた兵士の墓地がある。
1965年1月12日に市となっている。現在はプレハブ住宅工場、フィンランドのUPMキュンメネが経営する製材工場などが立地する。